# Amorphoscelis grisea
Amorphoscelis grisea es una especie de mantis de la familia Amorphoscelidae.

## Distribución geográfica
Se encuentra en Costa de Marfil, Guinea, Camerún, Congo Brazzaville y República Democrática del Congo.